# Чо Ён Сук
Чо Ён Сук (кор. 조영숙; род. 5 сентября 1988) — северокорейская спортсменка, стрелок из пистолета, участница трёх летних Олимпийских игр, чемпионка летних Азиатских игр 2010 года.

## Биография
На летних Олимпийских играх 2008 года в Пекине Чо Ён Сук выступила в двух дисциплинах. В стрельбе из пневматического пистолета 19-летняя кореянка показала 15-й результат, всего 2 балла уступив в борьбе за попадание в финальную восьмёрку. В стрельбе из скоростного пистолета с 25 метров Чо Ён Сук набрала в предварительном раунде 584 очка и заняла 4-е место, дающее право выступить в финале. В решающем раунде северокорейская спортсменка показала 6-й результат (199,4) и, набрав в общей сложности 783,4 балла, также заняла итоговое 6-е место. Первую значимую победу Чо Ён Сук одержала в 2010 году, став чемпионкой Азиатских игр в стрельбе с 25 метров, а также бронзовым призёром с 10 метров.
На летних Олимпийских играх 2012 года в Лондоне Чо Ён Сук была близка к попаданию в финал в стрельбе из пневматического пистолета с 10 метров, однако по итогам трёх сессий проиграла всего один балл в борьбе за попадание в решающий раунд, причём после первой серии выстрелов северокорейская спортсменка занимала с рядом других спортсменок третье промежуточное место. В стрельбе с 25 метров Чо Ён Сук на предварительной стадии, как и 4 года назад, смогла пробиться в финал, но, в отличие от пекинских Игр, Чо набрала в квалификации 583 очка и пробилась в следующий раунд только по результатам перестрелки. В финале Чо Ён Сук показала 7-й результат (199,3) и, набрав в общей сложности 782,3 балла, также заняла итоговое 7-е место. В 2014 году Чо Ён Сук была близка к завоеванию медали чемпионата мира. В стрельбе с 25 метров кореянка пробилась в полуфинал, где только по результатам перестрелки лишилась шансов на финальный поединок. В матче за бронзу Чо противостояла венгерка Рената Тобай-Шике. Для определения победителя потребовалось 9 серий выстрелов, по итогам которых сильнее оказалась венгерская спортсменка, а Чо заняла 4-е место.
В 2016 году 27-летняя спортсменка приняла участие в своих третьих Олимпийских играх. В Рио-де-Жанейро Чо Ён Сук вновь немного не хватило для попадания в финал в стрельбе из пневматического пистолета с 10 метров. Корейская спортсменка ровно провела все 4 стрелковых сессии, но отстала на три балла от финальной восьмёрки, финишировав на итоговом 12-м месте. В стрельбе с 25 метров кореянка в третий раз подряд преодолела квалификационный раунд олимпийского турнира, но вновь осталась за чертой призёров. В связи с изменением формата соревнований спортсменкам предстояло выступить в полуфинальном раунде, по итогам которого определялись пары для финального поединка и матча за бронзовую медаль. В полуфинале Чо Ён Сук чередовала удачные и провальные стрелковые сессии, в результате чего она набрала 12 баллов и заняла итоговое 7-е место.